# St.Cherish
St.Cherish（セント・チェリッシュ）は、2006年度スーパー耐久シリーズのイメージガールを務めた、2人組の女性アイドルグループである。スタイルコーポレーション所属。現在も語り継がれる、歴代スーパー耐久イメージガール史上最高のユニットとして知られている。
前年度の「桜三世’05」同様の3人組としてスタートしたが、後に1名が脱退し2人編成となった。歴代のS耐イメージガールとしては最小人数編成となったユニットであったが、歌とダンスのみならず楽器にも挑戦する等の意欲的な活動を行い、絶大な人気を得た。

## メンバー
- 黒沢琴美（くろさわ ことみ）
1982年7月18日生まれ、山梨県出身、A型、ヴォーカル・ピアノ担当。
- 藍原ももよ（あいはら ももよ）
1985年10月10日生まれ、東京都出身、A型、ヴォーカル・ギター担当。

## 元メンバー
- 小田島 ゆい（おだじま ゆい）
1984年7月2日生まれ、大阪府出身、AB型。愛称は「おだじぃ」。
身長：161cm、B:87cm／W:58cm／H:82cm。趣味はネイルアート、カラオケ。

## 沿革

### 2006年
- 4月：スーパー耐久の2006年度イメージガールユニットとして、黒沢琴美、藍原ももよ、小田島ゆいの3人により結成。
- 7月：小田島が体調不良により脱退。以後、黒沢と藍原の2人編成となる。
- 7月28日～30日：「オートギャラリー東京2006」に出演。レースクイーングランプリ[1]では藍原が敢闘賞を受賞した。
- 10月：1stシングル『Sweet Heart』、2ndシングル『LOVE SMILE』発売。
- 11月：2人が作詞を手がけた3rdシングル『Dear Memories』発売。

### 2007年
- 1月：1stDVD『Our Seasons one』発売。
- 2月：大阪オートメッセのステージにて活動継続を発表。2ndDVD『Our Seasons two』と4thシングル『ミライニツナゲテ』を同時リリース。『ミライニ - 』は前作に続き2人の作詞。
- 4月1日：日光サーキットにて行われた「オーディオ・カーギャラリー&コンテスト」にてライブを開催。生演奏を披露した。
- 8月4日：この日スーパー耐久2007シリーズの第4戦が行われた富士スピードウェイの特設ステージにて開催された「CATCH A DREAM SUMMER LIVE 2007」に出演。翌5日には淵野辺銀河まつりにも出演した。
- 10月16日：藍原ももよの事務所離脱に伴い、解散を発表。
- 11月10日～11日：この日スーパー耐久2007シリーズの最終戦が行われたツインリンクもてぎの特設ステージにてファイナルライブを開催。同月、3rdDVD『OUR SEASONS 3』を発売。

### 2008年
- 1月11日：最後のライブの模様を収録したファイナルDVD『Our Seasons Four』発売。
- 11月12日：藍原が結婚・妊娠を発表。これにより15日にツインリンクもてぎで行われたスーパー耐久2008シリーズ最終戦にて開催予定だった復活ライブは中止となる。

### 2009年以降
- 2009年6月22日：藍原が男児を出産。
- 2009年9月28日：黒沢が同年6月に入籍していたことを発表。さらに妊娠していることも明かした。
- 2009年11月1日：この日神奈川県川崎市のライブハウス「セルビアンナイト」で開催された『スタイルコーポレーション設立10周年ライブ』にて1日限りの復活ライブを行う。
- 2010年4月20日：黒沢が女児を出産。この3ヵ月後にブログを移転リニューアルする。
- 2011年1月：藍原がライムライトに移籍し、「清宮百代」（以下清宮と略）に改名。タレント活動を再開したことを発表[2]。
- 2012年3月11日：清宮が第二子となる男児を出産[3]。
- 2012年5月15日：黒沢が第二子となる女児を出産[4]。これによりメンバー2人とも二児の母となった。
- 2013年9月28日～29日：横浜赤レンガ倉庫で行われた『第1回ゆるキャラグルメフェスティバル』に、黒沢と清宮がMCとして出演。清宮の夫からオファーを受けての参加だった[5][6]。
- 2014年3月16日：六本木morph-tokyoで行われた『STYLE CO. 15th Anniversary Special Live “SUPER GIRLS HISTORIC”』に出演[7]。4年5か月ぶりにスタイル関連のライブ出演を果たした。

## 備考
- 当時、メンバーはマルハンのイメージガールも兼任していたため、別バージョンのコスチュームではMARUHANのロゴが書かれた首輪が付けられていた。
- 実質的な活動期間はわずか2年であったが、この記録は「JUICY」（2009 - 2010年度のS耐イメージガールユニット）に破られるまでスタイル所属ユニットとしては桜三世と並ぶタイ記録であった。
- 黒沢は2005年、藍原はS耐と同時期の2006年にRockford Fosgateのイメージガールを務めていた。また藍原は2007年、黒沢は2008年にSUPER GTのマレーシア戦限定のイメージガールとして現地滞在のPR活動を行っていた。
- 小田島の脱退後、血液型AB型の女性がS耐イメージガールに選ばれたケースは2013年「S*CREW」の小田原れみまで7年間なかった。